# Fontaine Napoléon (Fontainebleau)
Pour les articles homonymes, voir Fontaine Napoléon.
La fontaine Napoléon-III, ou simplement fontaine Napoléon, est un monument hydraulique du XIXe siècle dans le parc du château de Fontainebleau, en France. Elle sert notamment d'inspiration artistique à Pablo Picasso.

## Situation et accès
Le monument est situé au croisement des allées Napoléon et des Tilleuls, dans le centre du parc du château de Fontainebleau, sur le territoire de la commune de Fontainebleau. Plus largement, l se trouve dans le département de Seine-et-Marne, en région Île-de-France.

## Histoire
La fontaine est issue d'une source dans le parc du château. Achille Lez, ingénieur-hydrogéologue, en fait un fait un petit monument en 1868.

## Structure
La fontaine se présente comme une structure rocheuse en demi-cercle. L'eau qui l'alimente est amenée sous forme de drains, puis s'écoule ensuite dans un affluant gauche du ru de Changis, rejoignant à son tour la Seine. 

## Représentations culturelles
La fontaine est un des éléments notoires du domaine du château qui ont directement inspiré le peintre Pablo Picasso. Lors de son séjour à Fontainebleau à l'été 1921, il s’installe dans un garage aménagé en atelier, situé non loin de cette fontaine, point d’eau public intégré au paysage du parc du château,. Résidant sur le parcours de l’eau, Picasso envoyait l’une de ses servantes puiser de l’eau à cette fontaine pour son usage domestique. Ce contact quotidien, renforcé par ses promenades régulières dans le parc, nourrit une série de dessins et de compositions centrées sur la figure féminine et l’eau, notamment à travers Trois femmes à la fontaine,,. Le sujet des porteuses d’amphores vêtues à l’antique, aux robes drapées découvrant un sein, évoque également des résonances avec des tableaux antérieurs comme Deux femmes courant sur la plage. Une version de Trois femmes à la fontaine réalisée à la sanguine peut être lié à cette inspiration : la technique utilisée, introduite en France par Le Primatice, rappelle la tradition graphique de l’école de Fontainebleau.